# Oskar Rosenfeld
Oskar Rosenfeld (13. května 1884, Koryčany - srpen 1944, Auschwitz-Birkenau) byl rakousko-židovským spisovatelem, novinářem, příznivcem sionistického hnutí. Byl zavražděn v srpnu 1944 ve vyhlazovacím táboře v Osvětimi.

## Život
Rosenfeld se po studiích na gymnáziu v Uherském Hradišti vydal na univerzitní studia do Vídně. Dějiny umění a filologie jej předurčily k celoživotnímu zájmu o kulturu a kulturní oblast. Ve Vídni se seznámil se sionistickou ideologií Theodora Herzla, která jej natrvalo ovlivnila. Již během studií přispíval do vídeňských židovských časopisů a novin (Die Welt, Wiener Morgenzeitung apod.). Psal eseje, recenze, překlady, seznamoval čtenáře s novinkami z židovského kulturního světa. V roce 1907/1908 založil společně s Adolfem Standem, Egonem Brecherem, Hugo Zuckermannem a Leo Goldhammerem židovské divadlo v hlavním říšském městě Vídeň. V tomto stánku se uváděly divadelní kusy týkající se židovské problematiky. Rosenfeld se snažil prosazovat sionistická témata a jeho celoživotní činnost byla trnem v oku nacistům. Po anšlusu uprchl do Prahy, kde se věnoval žurnalistické činnosti. 4. listopadu 1941 byl transportován do lodžského ghetta, kde působil v archivu. V srpnu 1944 byl z Lodže deportován do Osvětimi, kde byl s největší pravděpodobností okamžitě zplynován.

## Dílo
Rosenfeld byl především činným novinářem a překladatelem. Podílel se na řadě překladů východních židovských autorů (překládal nejen z jidiš, ale i češtiny, frančtiny či angličtiny), na protinacistické činnosti apod. Věnoval se i psaní románů, když k nejznámějším patří „Die vierte Galerie: ein Wiener Roman“. Velmi významná je i jeho encyklopedická a kronikářská práce z doby pobytu v Lodži. Zdejší židovská samospráva měla na starost některé správní činnosti, k nimž patřila i archivní práce. Zásadní pro futuro bylo sepisování kroniky lodžského ghetta, na níž se Rosenfeld významně podílel. Kronika byla psána v polštině i němčině. Vedle kroniky vznikaly i encyklopedie, jazykové lexikony a další významné vědecké práce.